# Hans Helmut Wundsch
Hans Helmut Wundsch (ur. w 1887 w Ełku, zm. 13 listopada 1972) – profesor nauk rolniczych, dyrektor Instytutu Rybactwa Śródlądowego w Berlinie.

## Życiorys
Ukończył Gimnazjum w Berlinie. Studiował w Lozannie, w Monachium i na Uniwersytecie Humboldta w Berlinie. Poślubił Marię Pauly (1891-1978), córkę Żyda Carla Pauly (1854-1918). Po ukończeniu studiów zajmował się rybactwem śródlądowym. W latach 1925–1937 pełnił funkcję dyrektora Pruskiego Państwowego Instytutu Rybackiego w Berlinie-Friedrichshagen.
W 1937 roku z powodów politycznych przeniesiono Wundscha w stan spoczynku. Przed wybuchem II wojny światowej Hans Helmut i jego żona Maria wysłali swoich troje dzieci do Anglii. Potomkowie Wundschów mieszkają tam do dziś. Po zakończeniu wojny naukowiec objął kierownictwo w Instytucie Rybołówstwa Niemieckiej Akademii Nauk Rolniczych. Swoje stanowisko piastował do przejścia na emeryturę w 1958 roku.
Do roku 1956 prof. Hans Helmut Wundsch prowadził wykłady z zakresu gospodarki rybackiej na Uniwersytecie Humboldta w Berlinie. Wiązał działalność naukową z potrzebami praktyki rybołówstwa. Uzyskał szczególne uznanie w Niemieckiej Republice Demokratycznej, zarówno wśród naukowców, jak i starszej generacji rybaków-praktyków.